# 中工国际
中工國際工程股份有限公司（英語：China CAMC Engineering Co., Ltd.，深交所：002051），中國機械工業集團有限公司旗下公司，是在2001年以中國工程與農業機械進出口總公司關閉後成立，主要国际工程总承包、进出口贸易和海内外投资业务，包括水务工程、农业工程、电力工程、工厂建设、交通工程等。2006年在深圳證券交易所上市。現任董事長羅艷。
2008年，母公司被中國機械工業集團有限公司收購本集團，已被國務院批准。